# Mali aux Jeux olympiques d'été de 2020
Le Mali participe aux Jeux olympiques d'été de 2020 à Tokyo. Il s'agit de leur 14e participation aux Jeux d'été, auxquels ils n'ont jusqu'ici remporté aucune médaille.

## Athlètes engagés
| Sport      | Hommes | Femmes | Total |
| ---------- | ------ | ------ | ----- |
| Athlétisme | 1      | 1      | 2     |
| Natation   | 1      | 0      | 1     |
| Taekwondo  | 1      | 0      | 1     |
| Total      | 3      | 1      | 4     |

## Résultats

### Athlétisme
Deux sprinteurs bénéficient d'une place au nom de l'universalité des Jeux. 
| Athlète        | Épreuve        | Tour préliminaire | Tour préliminaire | 1er tour | 1er tour | Demi-finale | Demi-finale | Finale   | Finale   |
| Athlète        | Épreuve        | Temps             | Rang              | Temps    | Rang     | Temps       | Rang        | Temps    | Rang     |
| -------------- | -------------- | ----------------- | ----------------- | -------- | -------- | ----------- | ----------- | -------- | -------- |
| Fodé Sissoko   | 100 m masculin | Exempté           | Exempté           | 21 s 0   | 5e       | Éliminé     | Éliminé     | Éliminé  | Éliminé  |
| Djénébou Danté | 100 m féminin  | 12 s 12           | 4e                | Éliminée | Éliminée | Éliminée    | Éliminée    | Éliminée | Éliminée |

### Natation
Le comité bénéficie de place attribuée au nom de l'universalité des Jeux. 
| Athlète         | Épreuve      | Séries       | Séries | Demi-finales | Demi-finales | Finale  | Finale  |
| Athlète         | Épreuve      | Temps        | Rang   | Temps        | Rang         | Temps   | Rang    |
| --------------- | ------------ | ------------ | ------ | ------------ | ------------ | ------- | ------- |
| Sébastien Kouma | 100 m brasse | 1 min 2 s 84 | 44e    | Éliminé      | Éliminé      | Éliminé | Éliminé |

### Taekwondo
En février 2020, un athlète malien se qualifie pour les Jeux olympiques à l'occasion de la compétition régionale africaine de qualification.
Seydou Fofana remporte la finale du tournoi de qualification à Rabat dans la catégorie des moins de 68 kg en février 2020.
| Athlète       | Compétition    | Huitièmes de finale    | Quarts de finale    | Demi-finales        | Repêchage           | Finale / MB         | Finale / MB |
| Athlète       | Compétition    | Adversaire Résultat    | Adversaire Résultat | Adversaire Résultat | Adversaire Résultat | Adversaire Résultat | Rang        |
| ------------- | -------------- | ---------------------- | ------------------- | ------------------- | ------------------- | ------------------- | ----------- |
| Seydou Fofana | Moins de 68 kg | Rashitov Défaite 17-38 | Éliminé             | Éliminé             | Lee Défaite 9-11    | Éliminé             | Éliminé     |